# Euploea hygina
Euploea hygina är en fjärilsart som beskrevs av Hans Fruhstorfer 1910. Euploea hygina ingår i släktet Euploea och familjen praktfjärilar. Inga underarter finns listade i Catalogue of Life.